# Metal Gear Solid: Portable Ops
 (mars 2017).
Si vous disposez d'ouvrages ou d'articles de référence ou si vous connaissez des sites web de qualité traitant du thème abordé ici, merci de compléter l'article en donnant les références utiles à sa vérifiabilité et en les liant à la section « Notes et références ».
Metal Gear Solid: Portable Ops est un jeu vidéo d'action-infiltration développé par Kojima Productions et édité par Konami en 2006 sur PlayStation Portable.
Spécialement développé pour la console portable PSP, cet épisode de la série Metal Gear se déroule dans les années 1970, durant la période dite de détente, six années après les évènements de Metal Gear Solid 3: Snake Eater. Le joueur y incarne Big Boss, le père génétique de Solid Snake. Un add-on est sorti en 2008 sous le nom de Metal Gear Solid: Portable Ops Plus.

## Synopsis
En novembre 1970, six années après l’opération Snake Eater, Big Boss est officiellement à la retraite et a quitté l’unité FOX.
Cependant, Big Boss est réveillé dans une cellule par Cunningham, ancien spécialiste en interrogatoire de l’unité FOX, réduit au poste de secrétaire depuis la perte de sa jambe, qui lui « demande » où se cache l’autre moitié de l’héritage des Philosophes. Snake parvient à s'échapper grâce à un béret vert, Roy Campbell. L'action prend place en Amérique du Sud, les ayant mis des terres à la disposition de l'Armée rouge qui y avait installé des silos de missiles pointant vers les États-Unis, ces installations étant officiellement à l'abandon, toutefois, FOX a officieusement pris contrôle des lieux, prônant la rébellion.
Big Boss ainsi que le Major Zero se voient accusés par la CIA d’être à l’origine de la rébellion. Big Boss et Campbell décident d’unir leurs forces pour découvrir les motivations de l’unité FOX et stopper la rébellion.

### Personnages

#### Personnages principaux
Big Boss est le personnage principal du jeu. Fils spirituel de The Boss, il est officiellement à la retraite et se retrouve malgré lui impliqué dans la rébellion, ce qui l'oblige à reprendre du service.
Roy Campbell est un béret vert à l'humour graveleux. Accompagné de ses hommes, il tente en vain de mettre un terme aux agissements de FOX. Malgré sa jambe cassée et, bientôt, la malaria, il aide Big Boss en conduisant un camion (faisant office de base mobile) et dispense ordres de mission et conseils tactiques.

#### Personnages secondaires
Para-Medic est une spécialiste médicale. Elle fait partie des rares médecins militaires à ne pas avoir été envoyé au Viêt Nam. Elle décide éventuellement de rejoindre Big Boss in-situ.
Sigint est un expert en armement qui, comme Para Medic, peut rejoindre Snake.
Ghost est un personnage mystérieux qui dispense quelques conseils à Snake. Mais est-il allié ou ennemi ?
Jonathan est le premier soldat ennemi débauché par Big Boss (son nom sera toujours le même alors que les autres recrues auront des noms de codes aléatoires). Il semble avoir suivi un bon entraînement militaire et semble loyal envers Snake.
Ocelot est un ami de Gene. Il espionne la CIA pour lui.
Elisa est une infirmière d’origine soviétique responsable de Null. Elle est la sœur d’Ursula. Elles ont toutes deux été adoptées par Gene après avoir été libérées des laboratoires expérimentaux d'Allemagne de l'Est. Elle possède de faibles pouvoirs psychiques (télékinésie, télépathie et prémonitions).
Ursula est le bras droit de Gene. Ses pouvoirs sont très supérieurs à ceux de sa sœur Elisa.
EVA est une espionne qui travaille pour le compte de Pékin.
Major Zero est le chef de l'unité FOX.

#### Ennemis
Les soldats soviétiques sont des soldats de base. Les officiers soviétiques sont des officiers et offrent peu de résistance. Les commandos soviétiques sont des commandos qui sont armés de toutes les armes du jeu. Ils résistent relativement bien aux attaques à mains nues. Les infirmières, chercheur et ouvriers représentent en majorité le corps médical et technique. Ils peuvent être utiles dans les recherches de Snake. Ils sont rarement armés et se contente de fuir le danger en hurlant (ce qui a pour effet d'ameuter les gardes aux alentours).

#### Boss
Python est le premier boss du jeu. C'est un ancien compagnon d’arme de Big Boss, officiellement mort. Snake finit par découvrir pourquoi il est toujours en vie et quelle est sa fonction au sein de la rébellion.
Null est le deuxième et quatrième boss du jeu. C'est le « soldat parfait », résultat d’un entraînement surhumain visant à rendre un soldat insensible, sans mémoire, sans doutes, puissant et obsédé par l'accomplissement de sa mission. Mais sa manière d’utiliser la machette rappelle à Big Boss une ancienne mission...
Le Metal Gear RAXA est le troisième boss du jeu. C'est un tank bipède inspiré par les plans de Granin. Supposé être équipé de missile nucléaire, il est armé de lance roquette et d’une mitrailleuse lourde.
Cunningham est le cinquième boss du jeu. C'est un spécialiste en interrogatoire. Il veut récupérer la moitié de l'Héritage des Philosophes qui n'a pas été remis à la CIA, persuadé que Snake sait où elle est localisée.
Gene est le leader d’attaque de FOX depuis le départ de Big Boss. Il est le résultat du projet l’Héritier, visant à créer un soldat similaire à Boss. Il possède un charisme exceptionnel grâce à sa voix hypnotisante. Personne ne l'a vu un jour se battre.

## Système de jeu
Le gameplay de Portable Ops se situe dans la continuité de Metal Gear Solid 3: Snake Eater. Il est possible d’utiliser les mouvements de Close Quarter Combat (CQC), de faire feu en vue subjective, de marcher discrètement...
La principale innovation de cet opus concerne la possibilité de recruter des soldats, des officiers, des infirmiers, des ennemis... par kidnapping ou par Wi-Fi. Il est également possible, sous certaines conditions, de débaucher les boss (Python par exemple) ainsi que des personnages originaux (EVA par exemple). Ces personnages aident le héros dans des tâches d'infiltration (en se substituant au personnage de Snake, utile pour passer inaperçu dans les rangs ennemis), d'espionnage (afin de localiser les lieux d'intérêts, les armes et les prisonniers à libérer), d'ingénierie (par la fabrication d'équipements tels que les détecteurs de mines, ou encore des jumelles) et d'infirmerie (panser les plaies des soldats, leur apporter repos et nourriture, développer des objets de soins).
Chaque soldat possède ses propres statistiques (points de vie, de stamina et qualités d'observation), caractéristiques (sait plus ou moins bien se battre à mains nues/avec telle ou telle classe d'arme...) ou encore des aptitudes éventuellement utiles (chimiste, armurier, géomètre, professeur en mécanique, nutritionniste...).
Dans cet opus, le jeu est divisé en plusieurs zones et lieux, allant d’une prison à un hôpital en passant par un silo à missiles. De plus, les nombreuses missions secondaires (sauver un prisonnier, chercher une arme rare) donnent un certain piment au jeu.
Comparé aux autres Metal Gear Solid, les personnages jouables (PJ) peuvent seulement porter quatre objets sur eux (certains personnages spéciaux ont même des objets propres qu'il sera impossible de passer à un autre PJ). Cependant, tous les objets trouvés se stockent dans une base.
Comparé à son préquel, Portable Ops ne permet pas d'adapter le camouflage de Snake au terrain (à l'exception du camouflage optique). Il est toutefois possible de passer inaperçu en permettant à un soldat recruté de s'infiltrer (ce personnage devra toutefois correspondre aux types d'ennemis qu'il croisera, sous peine de se faire repérer, comme si un ingénieur se retrouvait dans une caserne).

## Musique
| Metal Gear Solid: Portable Ops - OST |
| --- |
| - Compositeurs : Akihiro Honda, Kazuma Jinnouchi, Norihiko Hibino, Takahiro Izutani, Yoshitaka Suzuki, Nobuko Toda - Producteur : Sotaro Tojima - Label : Sony Music - Date de sortie : 20 décembre 2006 (Japon) - N° Catalogue : GFCA-52 - Longueur : 73'35 1. Calling to the Night (Voix de Natasha Farrow) 2. Opening Title 3. Imprisonment 4. COMM Base 5. Intermission 6. To Arms 7. Soviet Patrol Base 8. Research Lab 9. Diversionary Ops 10. Town 11. Dynamite 12. In the Wilderness 13. Place of Prophecy 14. Nukes 15. Warheads Storage Facility 16. Python 17. Sad Man's Theme 18. The Hunt 19. Airport 20. Null 21. Hot War 22. Rescue Effort 23. Evasion 24. Elisa 25. Destiny's Call 26. Before Dawn 27. RAXA 28. Substation 29. Break for the Fortress 30. The Frank Hunter 31. Null's Revenge 32. Silo 33. Fortress 34. Revelation 35. Cunningham 36. Gene 37. ICBMG 38. The Legacy 39. Comradery 40. Show Time (Bonus Track) 41. Mission: Failed (Bonus Track) 42. Mission: Complete (Bonus Track) 43. Match (Bonus Track) 44. Sound Effect Collection |

Les musiques ont été composées par Akihiro Honda, Kazuma Jinnouchi, Norihiko Hibino, Takahiro Izutani, Yoshitaka Suzuki et Nobuko Toda. La chanson titre, Calling to the Night, est interprétée par Natasha Farrow.

## Accueil
« Avec ses nombreuses révélations qui apportent quelques pièces de choix au vaste puzzle scénaristique de la série, sa réalisation impressionnante de justesse, l'efficacité de son gameplay, la richesse et la cohérence des différents modes de jeux, le titre de Konami conjugue le meilleur des épisodes passés avec les nombreuses innovations de son cru, pour un résultat qui n'est pas loin d'être exceptionnel. », Gamekult (8/10)
- Revue de presse :

Consoles + 17/20 • Edge 7/10 • Famitsu 37/40 • GameTrailers 8.3/10 • Jeux Vidéo Magazine 17/20 • Joypad 9/10  • IGN 9/10 • PlayStation Magazine 18/20 • PSM3 16/20 • Jeuxvideo.com 16/20